# Copa de Competencia Adolfo Bullrich 1907
La Copa de Competencia Adolfo Bullrich 1907, también llamada Copa Bullrich 1907, fue la quinta edición de esta competición oficial y de carácter nacional, organizada por la Argentine Football Association.
Participaron 24 de los 30 equipos de la Segunda División, a quienes se les sumó Junín.
La competencia consagró campeón por primera vez a Gimnasia y Esgrima, al vencer por 2 a 0 en la final al tercer equipo de Porteño.

## Sistema de disputa
Los equipos se enfrentaron entre sí por eliminación directa a partido único.

## Equipos participantes
En cursiva los equipos debutantes.
| Equipo              | Ciudad          |
| ------------------- | --------------- |
| Alumni II           | Buenos Aires    |
| Belgrano II         | Buenos Aires    |
| Belgrano III        | Buenos Aires    |
| Estudiantes II      | Buenos Aires    |
| Estudiantil Porteño | Buenos Aires    |
| Flores              | Buenos Aires    |
| Ferro Carril Oeste  | Buenos Aires    |
| General Urquiza     | Buenos Aires    |
| Gimnasia y Esgrima  | Buenos Aires    |
| Junín               | Junín           |
| Lanús United        | Lanús           |
| Nacional            | Buenos Aires    |
| Nacional II         | Buenos Aires    |
| Porteño II          | Buenos Aires    |
| Porteño III         | Buenos Aires    |
| Quilmes II          | Quilmes         |
| Racing              | Avellaneda      |
| River Plate         | Buenos Aires    |
| Royal               | Quilmes         |
| Saint George's      | Quilmes         |
| San Isidro II       | San Isidro      |
| San Martín II       | San Martín      |
| Victoria            | Victoria        |
| Victoria II         | Victoria        |
| Villa Ballester     | Villa Ballester |

## Fase preliminar
| 26 de mayo | San Martín II       | 3:2 | Estudiantil Porteño |  |  |
|            | Laforia · Del Cerro |     | Dasso · Vigil       |  |  |

| 26 de mayo | Belgrano II  | 5:3 | Belgrano III              |  |  |
|            | Stocks · Guy |     | Forget · del Campo Wilson |  |  |

| 26 de mayo                                                         | General Urquiza    | 2:3 | Estudiantes II     |  |  |
|                                                                    | Martín · Armstrong |     | Morgan · Ruggeroni |  |  |
| General Urquiza ganó los puntos, por mala inclusión de Giacomelli. |                    |     |                    |  |  |

| 26 de mayo | Porteño II | 0:1 | Junín  |  |  |
|            |            |     | Hutton |  |  |

| 26 de mayo | Ferro Carril Oeste | 3:1 (1:1) | River Plate | Cancha de Ferro Carril Sud, Buenos Aires |                        |
|            | Vigner · Seoane · Pagnanini · De Andreis · Farabelli · Paganini · Rolón · Marín · Gaeta · Roque · Barnes · Gaeta 8', 87' · Marín 90' | Reporte   | Capdeville · Priano · Diaz · Pierotti · Pellerano · Flores · Della Torre · Martínez · García · Messina · Zanni · 30' García | Árbitro(s): Salvarezza                   | Árbitro(s): Salvarezza |

| 26 de mayo | Victoria | 0:2 | Alumni II | Stadium de Palermo, Buenos Aires |  |

| 26 de mayo | San Isidro | 0:2 | Argentino de Quilmes II |  |  |
|            |            |     | Escobar · Madera        |  |  |

| 26 de mayo                                                                       | Quilmes II | 1:1 (0:0) | Gimnasia y Esgrima |  |  |
|                                                                                  | Baenninger |           | Paunero            |  |  |
| Se suspendió a los 15' por falta de luz. Se jugó un tiempo suplementario de 30'. |            |           |                    |  |  |

| 26 de mayo                       | Racing    | 1:1 (1:1) (t. s.) | Nacional II | Cancha de Racing, Avellaneda |  |
|                                  | Seminario |                   | Sorsaburu   |                              |  |
| Se jugó un tiempo suplementario. |           |                   |             |                              |  |

### Desempate
| 9 de junio | Gimnasia y Esgrima | 2:0 | Quilmes II |  |  |
|            | Gallegos Serna ·   |     |            |  |  |

| 9 de junio | Nacional II | 5:1 | Racing |  |  |

## Fase final
En cada cruce se muestra el resultado global.
|  | Octavos de final        | Octavos de final |                    |                    | Cuartos de final | Cuartos de final |  |                    | Semifinales | Semifinales |  |                    | Final | Final |  |
|  |                         |                  |                    |                    |                  |                  |  |                    |             |             |  |                    |       |       |  |
|  |                         |                  |                    |                    |                  |                  |  |                    |             |             |  |                    |       |       |  |
|  | Flores II               | 0                |                    |                    |                  |                  |  |                    |             |             |  |                    |       |       |  |
|  | Flores II               | 0                |                    |                    |                  |                  |  |                    |             |             |  |                    |       |       |  |
|  | Ferro Carril Oeste      | 2                |                    |                    |                  |                  |  |                    |             |             |  |                    |       |       |  |
|  | Ferro Carril Oeste      | 2                |                    | Ferro Carril Oeste | 1                |                  |  |                    |             |             |  |                    |       |       |  |
|  |                         |                  |                    | Ferro Carril Oeste | 1                |                  |  |                    |             |             |  |                    |       |       |  |
|  |                         |                  | Gimnasia y Esgrima | 2                  |                  |                  |  |                    |             |             |  |                    |       |       |  |
|  | Argentino de Quilmes II | 1                | Gimnasia y Esgrima | 2                  |                  |                  |  |                    |             |             |  |                    |       |       |  |
|  | Argentino de Quilmes II | 1                |                    |                    |                  |                  |  |                    |             |             |  |                    |       |       |  |
|  | Gimnasia y Esgrima      | 1                |                    |                    |                  |                  |  |                    |             |             |  |                    |       |       |  |
|  | Gimnasia y Esgrima      | 1                |                    |                    |                  |                  |  | Gimnasia y Esgrima | 2           |             |  |                    |       |       |  |
|  |                         |                  |                    |                    |                  |                  |  | Gimnasia y Esgrima | 2           |             |  |                    |       |       |  |
|  |                         |                  | Nacional           | 1                  |                  |                  |  |                    |             |             |  |                    |       |       |  |
|  | Nacional                | 2                | Nacional           | 1                  |                  |                  |  |                    |             |             |  |                    |       |       |  |
|  | Nacional                | 2                |                    |                    |                  |                  |  |                    |             |             |  |                    |       |       |  |
|  | Villa Ballester         | 0                |                    |                    |                  |                  |  |                    |             |             |  |                    |       |       |  |
|  | Villa Ballester         | 0                |                    | Nacional           | 2                |                  |  |                    |             |             |  |                    |       |       |  |
|  |                         |                  |                    | Nacional           | 2                |                  |  |                    |             |             |  |                    |       |       |  |
|  |                         |                  | Nacional II        | 0                  |                  |                  |  |                    |             |             |  |                    |       |       |  |
|  | Nacional II             | 6                | Nacional II        | 0                  |                  |                  |  |                    |             |             |  |                    |       |       |  |
|  | Nacional II             | 6                |                    |                    |                  |                  |  |                    |             |             |  |                    |       |       |  |
|  | Belgrano II             | 0                |                    |                    |                  |                  |  |                    |             |             |  |                    |       |       |  |
|  | Belgrano II             | 0                |                    |                    |                  |                  |  |                    |             |             |  | Gimnasia y Esgrima | 2     |       |  |
|  |                         |                  |                    |                    |                  |                  |  |                    |             |             |  | Gimnasia y Esgrima | 2     |       |  |
|  |                         |                  | Porteño III        | 0                  |                  |                  |  |                    |             |             |  |                    |       |       |  |
|  | Porteño III             | 2                | Porteño III        | 0                  |                  |                  |  |                    |             |             |  |                    |       |       |  |
|  | Porteño III             | 2                |                    |                    |                  |                  |  |                    |             |             |  |                    |       |       |  |
|  | General Urquiza         | 0                |                    |                    |                  |                  |  |                    |             |             |  |                    |       |       |  |
|  | General Urquiza         | 0                |                    | Porteño III        | 3                |                  |  |                    |             |             |  |                    |       |       |  |
|  |                         |                  |                    | Porteño III        | 3                |                  |  |                    |             |             |  |                    |       |       |  |
|  |                         |                  | Flores             | 1                  |                  |                  |  |                    |             |             |  |                    |       |       |  |
|  | San Martín II           | 1                | Flores             | 1                  |                  |                  |  |                    |             |             |  |                    |       |       |  |
|  | San Martín II           | 1                |                    |                    |                  |                  |  |                    |             |             |  |                    |       |       |  |
|  | Flores                  | 1                |                    |                    |                  |                  |  |                    |             |             |  |                    |       |       |  |
|  | Flores                  | 1                |                    |                    |                  |                  |  | Porteño III        | 3           |             |  |                    |       |       |  |
|  |                         |                  |                    |                    |                  |                  |  | Porteño III        | 3           |             |  |                    |       |       |  |
|  |                         |                  | Junín              | 1                  |                  |                  |  |                    |             |             |  |                    |       |       |  |
|  | Lanús United            | 0                | Junín              | 1                  |                  |                  |  |                    |             |             |  |                    |       |       |  |
|  | Lanús United            | 0                |                    |                    |                  |                  |  |                    |             |             |  |                    |       |       |  |
|  | Junín                   | 1                |                    |                    |                  |                  |  |                    |             |             |  |                    |       |       |  |
|  | Junín                   | 1                | Junín              |                    |                  |                  |  |                    |             |             |  |                    |       |       |  |
|  |                         |                  |                    |                    |                  |                  |  |                    |             |             |  |                    |       |       |  |
|  |                         |                  | Victoria II        |                    |                  |                  |  |                    |             |             |  |                    |       |       |  |
|  | Alumni II               | 0                |                    |                    |                  |                  |  |                    |             |             |  |                    |       |       |  |
|  | Alumni II               | 0                |                    |                    |                  |                  |  |                    |             |             |  |                    |       |       |  |
|  | Victoria II             | 5                |                    |                    |                  |                  |  |                    |             |             |  |                    |       |       |  |
|  | Victoria II             | 5                |                    |                    |                  |                  |  |                    |             |             |  |                    |       |       |  |
|  |                         |                  |                    |                    |                  |                  |  |                    |             |             |  |                    |       |       |  |

### Semifinales
| 18 de agosto                            | Gimnasia y Esgrima    | 2:1 (1:1) (t. s.) | Nacional  | Estadio de Ferro Carril Oeste, Buenos Aires |  |
|                                         | Barreiro · Guarracino |                   | Rodríguez |                                             |  |
| Se jugó un tiempo suplementario de 30'. |                       |                   |           |                                             |  |

| 18 de agosto | Porteño III              | 3:1 | Junín  | Estadio de Gimnasia y Esgrima, Buenos Aires |  |
|              | Emparant · Mermóz (pen.) |     | Taylor |                                             |  |

### Final
| 1 de septiembre | Gimnasia y Esgrima | 2:0 | Porteño III | Cancha de Estudiantes, Buenos Aires |  |
|                 | Schnack            |     |             |                                     |  |

|                                        |
|                                        |
| Campeón Gimnasia y Esgrima 1.er título |